# Bonya Ahmed
Rafida Bonya Ahmed (Bengaals: রাফিদা আহমেদ বন্যা), beter bekend als Bonya Ahmed in haar geschriften en publieke optredens (Dhaka, 1969), is een Bengaals-Amerikaanse auteur, humanistisch activist en blogger.

## Biografie
Ahmed werd geboren in Dhaka, Bangladesh. Ze behaalde haar diploma in informatica aan Minnesota State University, Mankato.
Ahmed ontmoette haar latere echtgenoot, Avijit Roy, door haar schrijfsels voor Mukto-Mona, het eerste online platform for Bengaalssprekende vrijdenkers, atheïsten en seculiere bloggers en schrijvers dat Avijit had opgericht. Deze groep organiseerde de allereerste viering van Darwin Day in Bangladesh. Mukto-Mona werd internationaal erkend in 2015 en ontving de BOBS jury award. Ahmed schreef Bibortoner Path Dhore ("Langs het Evolutionaire Pad", 2007), een van de eerste populairwetenschappelijke boeken in Bangladesh over evolutie. Ze is een van de moderators van Mukto-Mona.
Ahmed heeft een dochter, Trisha Ahmed, uit haar eerste huwelijk. Trisha schreef een artikel met haar stiefvader Avijit voor het tijdschrift Free Inquiry over in de gevangenis zittende secularistische bloggers. In 2011 werd bij Ahmed schildklierkanker ontdekt; deze verdween geleidelijk na intensieve behandeling.
Op 26 februari 2015 werden Ahmed en Roy aangevallen door islamitische extremisten met machetes toen ze in Dhaka op bezoek waren om boeken te signeren. Ze werden midden op straat aangevallen op een zeer drukke boekenbeurs. Roy overleed nadat hij overgebracht was naar het ziekenhuis; Ahmed was zwaargewond, maar overleefde de aanslag.
Ahmed besloot verlof te nemen van haar baan als Senior Director bij een kredietregistratiebureau in de Verenigde Staten na de aanslag. Ze begon te werken bij humanistische verenigingen in Europa en de VS om mensen bewust te maken over de aanslagen op seculiere intellectuelen in Bangladesh door moslimfundamentalisten, en in juli dat jaar gaf ze de Voltaire Lecture bij de British Humanist Association.
Momenteel is Ahmed werkzaam in onderzoek over islamitisch fundamentalisme als gastonderzoeker aan de Universiteit van Texas in Austin. Ze ontving de "Forward Award" van de Freedom From Religion Foundation in 2016. Ze is jurylid bij The BOBS Best of Online Activism Award van Deutsche Welle.
Op 20 april 2018 gaf Ahmed een lezing bij TEDxExeter, waarin ze vertelde hoe ze herstelde van de terreuraanslag van 2015 die haar man het leven kostte en haarzelf voor het leven fysiek en emotioneel tekende.

## Werken en activisme
- Bibortoner Path Dhore ("Langs het Evolutionaire Pad"), 2007, Abosor Prakashani, Dhaka.
- "Fighting Machetes with Pens", Voltaire Lecture 2015.
- Rafida Ahmed Bonya op het VN-discussiepanel "Ending Impunity for Crimes against Journalists".
- Tom Lantos Human Rights Commission Briefing on Human Rights in Bangladesh.
- Lezing bij de Harvard Humanist Hub.
- Toespraak bij de Reason Rally 2016.
- Toespraak bij de American Humanist Association Annual Conference 2016.
- Lezing op de 4th Women in Secularism Conference 2016.